# Işıklı (Viranşehir)
Işıklı (kurmandschi: Zevra) ist ein früher von Jesiden bewohnter Weiler im Südosten der Türkei. Das Dorf liegt ca. 12 km nordöstlich von Viranşehir im gleichnamigen Landkreis Viranşehir in der Provinz Şanlıurfa. 
Früher lebten in dem Weiler 35 jesidische Familien. Im Jahr 1980 verließen die Bewohner das Dorf und ließen sich mehrheitlich in Deutschland nieder. In den 1990er Jahren siedelten sich Angehörige der Aşirets Kejan und Şeyhanlı im Weiler an.